# Росси, Пьер Мария III де
Пье́тро Мари́я де Ро́сси (итал. Pietro Maria de’ Rossi; 1504, Сан-Секондо-Парменсе, Пармское герцогство — 15 августа 1547 года, там же) — итальянский аристократ из пармской ветви дома Росси, суверенный 2-й маркграф и 7-й граф Сан-Секондо под именем Пьермари́я III де Ро́сси (итал. Piermaria III de’ Rossi).
Кондотьер. Участвовал в войне Коньякской лиги и англо-французской войне. В последней сражался на стороне Французского королевства. Кавалер ордена святого Михаила. Состоял в личной переписке с сатириком Пьетро Аретино.

## Биография

### Семья и ранние годы
Родился в Сан-Секондо в 1504 году. Он был сыном Троило I де Росси, 1-го маркграфа и 6-го графа Сан-Секондо и Бьянки Риарио. По отцовской линии приходился внуком Джованни Безземельному, 5-му графу Сан-Секондо и Анджеле Скотти-Дуглас из рода итальянизированых шотландских аристократов. По материнской линии был внуком Джироламо Риарио, графа Форли и Екатерины Сфорца. Дядей Пьетро Марии был известный кондотьер Джованни делле Банде Нере, сын его бабки по материнской линии от брака с Джованни Пополано. В 1508 году отец отправил его ко двору Медичи во Флоренцию, где он, вместе с дядей, который был старше его всего на шесть лет, получил хорошее образование. В 1520 году Пьетро Мария стал пажом при дворе вице-короля Шарля де Бурбона в Милане. Затем поступил на службу в армию короля Франциска I и служил ему на территории Милана и Пармы.

### Военная карьера
После смерти отца 3 июня 1521 года, унаследовал графство Сан-Секондо и под именем Пьермарии III стал 2-м маркграфом и 7-м графом Сан-Секондо, графом Берчето, синьором Роккаферрары, Бардоне, Пьетра-Бальцы, Корнианы, Фелино и Роккабьянки. С рождения также носил титул венецианского патриция. Его мать, вдовствующая маркграфиня и графиня, была объявлена соправительницей при сыне и должна была исполнять обязанности регента до достижения им совершеннолетнего возраста. Росси из замка Корнильо — родственники молодого маркграфа и графа, попытались оспорить его права на наследство. Воспользовавшись, тем, что во время Четырёхлетней войны Пьермария III находился в армии Французского королевства, а они в лагере его противников — римского папы и императора Священной Римской империи, родственники захватили его владения. Но уже в августе 1521 года их вернул ему дядя, Джованни делле Банде Нере, в то время находившийся на службе в армии Папского государства. Однако, когда в 1522 году дядя перешёл на службу к французскому королю, родственники снова захватили владения Пьермарии III. По протекции дяди во французской армии он получил в командование отряд из 200 всадников. Во время битвы при Павии в 1525 году Пьермария III попал в плен, а его графство Сан-Секондо было занято армией императора. В июле следующего года он получил ранение во время волнений в Милане, а в августе покинул армию французского королевства и возглавил отряд из сотни всадников в армии римского папы. С этого времени началась его переписка и дружба с поэтом-сатириком Пьетро Аретино. Некоторое время он также переписывался с историком Франческо Гвиччардини. После смерти дяди Джованни делле Банде Нере, попытался занять его место и командовать Чёрными отрядами.
В 1526—1530 годах участвовал в войне Коньякской лиги. Командовал полком в 2000 (по другим данным в 1000) пехотинцев и 100 всадниками. Сражался на стороне понтифика во время разграбления Рима в 1527 году. Затем перешёл на сторону императора и, вместе с Алессандро Вителли, сражался на территории Папского государства, Неаполитанского королевства и Флорентийской республики. Переболел чумой. Во время битвы при Гавинане в ноябре 1529 года получил ранение. Участник осады Флоренции, Пьермария III был одним из семи свидетелей капитуляции Флорентийской республики и передачи правления над её территорией дому Медичи. Согласно последней воле римского папы Климента VII, 30 декабря 1530 года был назначен генерал-капитаном всех флорентийских пехотинцев на два года с оплатой в 150 скудо в месяц. В военное время под его командованием должны были находиться 150 всадников и 2000 пехотинцев. В том же 1530 году император Карл V подтвердил права и привилегии Пьермарии III во всех его владениях. Тогда же маркграф и граф нанял Джулио Романо расписать в родовом замке свой кабинет и спальню.
В составе армии Священной Римской империи сражался против турок на территории Венгерского королевства в 1532 году и в Тунисе в 1535 году. В 1536 году на стороне императора сражался против французского короля в Провансе. Командовал полком в 4500 пехотинцев. В 1538 году снова воевал с турками во время осады Кастельнуово. В течение всего периода службы на императора Пьермарию III преследовали слухи о тайных переговорах с французским королём, римским папой, венецианским дожем. При расследовании мятежа в итальянском корпусе во время войны с турками на территории Венгерского королевства, он был привлечён в качестве подозреваемого, но был полностью оправдан.
Пьермария III пользовался большим уважением среди пармцев, которые в 1533 году пригласили его в качестве посредника с просьбой разрешить их внутренние споры. Его отношения со Святым Престолом приобрели напряжённый характер после того, как римский папа Павел III начал проводить политику укрепления собственной власти в папском государстве. Только поддержка со стороны мантуанского маркграфа Федерико II Гонзага и императора Карла V помогла ему избежать прямого конфликта с Римом. 10 сентября 1539 года император снова признал за Пьермарией III все права и привилегии на его владения и освободил от службы в имперской армии. Напряжение в отношениях между маркграфом и понтификом снова возросло после того, как пармцы выступили против повышения налога на соль.
В 1541 года Пьермария III вернулся на службу к французскому королю. В 1540—1542 годах он жил во дворце в Мантуе и замке Сан Секондо. В 1542 году был посланником французского короля в Венеции, где его частым гостем был друг Пьетро Аретино. В 1543 году король Франциск I возвёл его в кавалеры ордена Святого Михаила с ежегодным пансионом в 4000 скудо. Под командованием Пьермарии III находились по 2000 пехотинцев и всадников. В том же 1543 году в звании генерал-капитана он командовал итальянскими пехотинцами в Пикардии против своего давнего друга и покровителя, имперского лейтенанта Ферранте I Гонзага. В 1544—1545 годах участвовал в войне французов против англичан, в том числе в осаде Булони. При дворе в Париже между ним и Пьеро Строцци, другим итальянским кондотьером на службе у Французского королевства, разгорелась вражда из-за личной неприязни и конкуренции. Последний даже вызвал Пьермарию III на дуэль, которая не состоялась после вмешательства французского короля.
В 1546 году вернулся на родину. Сославшись на проблемы со здоровьем, отказался от предложения Пьера Луиджи Фарнезе поступить к нему на службу и поселиться в Парме. Последний год жизни провёл в своём замке в Сан-Секондо-Парменсе, где умер 15 августа 1547 года.

### Брак и потомство
13 февраля 1523 года в Мантуе Пьермария III сочетался браком с донной Камиллой Гонзага (1500—1585), дочерью Джованни Гонзага, владельца Весковато и Лауры Бентивольо из рода владельцев Болоньи. За женой он получил богатое приданое в 6000 (по другим данным в 10 000) дукатов, а также драгоценности, дорогую одежду и мебель. В семье Пьермарии III и Камиллы родились девять детей, из которых семеро дожили до совершеннолетнего возраста:
- Троило[итал.] (1525—1591), 3-й маркграф и 8-й граф Сан-Секондо под именем Троило II с 1547 года, сочетался браком с Элеонорой Рангони, от которой имел сына и двух дочерей;
- Джованни, умер в младенческом возрасте;
- Эрколе, умер в младенческом возрасте;
- Сиджизмондо[итал.] (ок. 1530—1580), кондотьер и дипломат, сочетался браком с Барбарой Трапп ауф Хурбург, от которой имел сына;
- Ипполито[итал.] (1531—1591), епископ Павии с 1564 года , кардинал-дьякон с титулом Санта-Мария-ин-Портико-Октавие с 1586 года и кардинал-священник с титулом Сан-Бьяджо-дель-Анелло с 1587 года;
- Федериго (1534—1569), апостольский протонотарий и референдарий, настоятель аббатства Сан-Пьетро-ин-Чьель-д’Оро в Павии с 1546 года и аббатства Кьяравалле с 1555 года, поэт и писатель — автор книг «Времена Джованны д’Арагона» (1555) и «Разные рифмы» (1560);
- Бьянка, монахиня в монастыре Святого Викентия в Мантуе;
- Лаура, в монашеском постриге Анна Камилла, монахиня в монастыре Святого Викентия в Мантуе;
- Элеонора, монахиня в монастыре Святого Викентия в Мантуе[4][5].

Кроме законнорождённых детей, у Пьермарии III был один бастард по имени Ипполито (ум. после 1561). Имя его матери не известно. Он служил в кавалерии под командованием своего единокровного брата Троило.

## В культуре
В собрании музея Прадо в Мадриде хранится «Портрет Пьера Марии Росси ди Сан-Секондо» кисти Пармиджанино, датируемый 1535—1538 годами. В память о свадьбе Пьера Марии III де Росси и Камиллы Гонзага в Сан-Секондо ежегодно в первое воскресенье июня проходит рыцарский турнир.